# Incendio de Montería
El domingo 1 de febrero de 1931, día de elecciones en Colombia para cuerpos colegiados, fue el día en el que los conservadores locales incendiaron a Montería e iniciaron una guerra fratricida contra los liberales debido a tensiones políticas.

## Precedentes
En la década de 1930 el partido conservador tenía cincuenta años en el poder, lo que había generado ansiedad en los dirigentes liberales, dispuestos a recuperar las riendas del país. Miguel Abadía Méndez fue presidente de Colombia de 1926 a 1930. En ese año la Iglesia católica decidió que el general Vásquez Cobo sucedería a Miguel Abadía Méndez. La repuesta a tal decisión fue inmediata: un grupo de conservadores proclamaron la candidatura de Guillermo Valencia, el poeta, que fue apoyada por otros presbíteros en otros departamentos. Esto generó una crisis al interior de la iglesia y del conservatismo, facilitando el retorno del partido liberal.
De modo que los dirigentes liberales pensaron en proclamar candidato por esa colectividad al por entonces embajador en Washington Enrique Olaya Herrera. El domingo 9 de febrero de 1930 los candidatos conservadores, Vázquez y Valencia, se enfrentaron a Olaya quién los derrotó ampliamente. Enrique Olaya Herrera recibió a un país monopolizado por el conservatismo: Congreso, Corte Suprema y las fuerzas del orden. Al nuevo gobierno le tocó dirigir las nuevas elecciones y fue precisamente en dichas votaciones donde tuvieron lugar los cruentos hechos de Montería, en 1931.

## Causas mediatas del enfrentamiento
- Los conservadores locales, al perder las elecciones presidenciales, estaban temerosos de perder el Senado y la Cámara.
- Los viejos odios y rencillas entre liberales y conservadores.
- La disposición de lucha por parte de ambos bandos. Rafael Méndez Méndez y Leopardo Villegas exhortaron a los conservadores a permanecer en el poder. Felipe Lleras Camargo y Alfonso López Pumarejo alimentaron los ánimos liberales para tener poder absoluto.

## Causa inmediata
El ataque de los conservadores a un grupo de manifestantes liberales que marchaban jubilosos por el evidente triunfo, fue la causa inmediata que originó el enfrentamiento.

## Los hechos
Los conservadores se armaron y recogieron los machetes de los liberales para desarmarlos. Además acordaron portar una cinta azul en el pecho para identificarse y no matarse entre ellos en caso de un enfrentamiento. Los liberales compraron cinta roja con los mismos fines y, además, adquirieron otra azul que mantendrían escondida para confundirse entre los conservadores, en caso de enfrentamiento. Hacia el mediodía los liberales, sabiendo que habían ganado las elecciones locales, emprendieron una marcha victoriosa por la Carrera Segunda, pero fueron atacados por francotiradores conservadores apostados en la Catedral de Montería.
En medio de la confusión y de un incendio de grandes proporciones ocasionado por los conservadores, a los liberales no les quedó otra opción que saquear las ferreterías para apoderarse de machetes, picos y hachas para defenderse. Después de varias horas de enfrentamiento, cuando la ciudad ardía en llamas, los liberales se hicieron dueños de la plaza y apresaron algunos conservadores.

## Consecuencias
- La consecuencia más importante de los sucesos del 1 de febrero de 1931 fue la muerte de muchos monterianos y una gran cantidad de heridos.
- La destrucción de una gran cantidad de casas, alrededor de 250 y más de $200.000 en pérdidas materiales.

## Sindicados y Juicio
Los principales sindicados fueron los liberales Gabriel Olivella y Juan Beltrán y el conservador Horacio Guzmán. No obstante, debido a la imposibilidad de lograr imparcialidad en el proceso, éste fue trasladado a la ciudad de Medellín por disposición de una comisión investigadora designada Ad Hoc, integrada por los abogados Justo Sierra Rodríguez y Uricochea Montoya. Los legajos reposan en los archivos del Juzgado 25 Penal del Circuito de Medellín. (Antes Juzgado Primero Superior).